# Julen Goia
Pour les articles homonymes, voir Goia.
Pas d'image ? Cliquez ici

a Compétitions nationales et continentales officielles uniquement.

b Matchs officiels uniquement.
Dernière mise à jour le 30 avril 2025.
Julen Goia, né le 12 décembre 1991, est un joueur espagnol de rugby à XV évoluant au poste d’ailier. Il est international à XV et à VII.

## Biographie
Après avoir pratiqué différents sports (football avec la Real Sociedad, pelote basque, athlétisme où il est champion d’Euskadi sur 60 mètres), il choisit le rugby en rejoignant Biarritz après avoir joué à l’école de rugby d’Ordizia. Il fait ses débuts en équipe première le 24 août 2013 en Top 14 contre Montpellier. Peu utilisé, il signe à Mauléon en Fédérale 1 en 2015 puis retourne dans son club formateur une saison plus tard.

## Carrière en club
- 2008-2013 : Ordizia Rugby Elkartea
- 2013-2015 : Biarritz olympique
- 2015-2016 : SA Mauléon
- 2016-2025 : Ordizia Rugby Elkartea

## Sélections
2013-2023 : Espagne
Julen Goia fait ses débuts en sélection nationale le 23 février 2013 contre la Roumanie.
2013 : Espagne à VII